# مرج‌الاخضر شرقی
مرج‌الاخضر شرقی (به عربی: المرج الأخضر الشرقی) یک روستا در سوریه است که در ناحیه مرکزی جسر الشغور واقع شده‌است. مرج‌الاخضر شرقی ۴٬۴۲۴ نفر جمعیت دارد.